# 욱일기

일본 제국 해군(IJN)의 해군기 (1889–1945). 비율: 2:3.

일본 제국 육군(IJA)의 군기(1870–1945)

욱일기(일본어: 旭日旗 교쿠지쓰키[*], 영어:  Rising Sun Flag)는 빨간색 원 주위에 욱광(旭光)을 그린 깃발이다. 욱일기는 일장기와 마찬가지로 태양을 상징한다. 욱일기는 아스카 시대부터 사용되었지만, 에도 시대에 각지의 다이묘들이 사용했다. 메이지 유신(明治維新) 이후 1870년 5월 15일에 일본 제국 육군의 군기로 채택되었고 1889년 10월 7일에 일본 제국 해군의 군함기로 채택되었다.
현재는 일본의 해상자위대가 사용하고 있으며, 자위대와 육상자위대는 광선을 8개로 줄인 것을 사용한다. 떠오르는 태양의 문양은 더 많은 어획량을 의미하기 위한 어부들의 깃발로도 사용하고 있으며 출산을 축하하기 위한 용도, 계절 축제를 위한 용도로도 쓰인다.
대한민국에서는 흔히 욱일승천기(旭日昇天旗)라고도 부르지만, 이는 잘못된 표현으로 '욱일기'가 공식 명칭이다.
승천(昇天)이라는 말은 일본이 전세계로 뻗어나간다라는 의미다. 일본이 전세계를 지배한다. 라는 의미가 있으며 "욱일승천기" 이라는 말은 금지어가 된 것이다.
때때로 '전범기'라는 단어를 사용하기도 하지만 이는 신조어이며 표준어로 등록되어있지는 않다.

## 역사
일장기와 떠오르는 태양의 문양은 아스카 시대(서기 538년~710년)부터 일본에서 상징적인 의미를 가졌다. 일본 열도는 아시아의 동쪽에 있으므로 "태양이 떠오르는 곳"이다. 서기 607년, "해 뜨는 곳의 천자(日出處天子)가"로 시작하는 공식 서신이 수나라 양제에게 보내졌다. 일본은 "떠오르는 해의 땅"으로 불린다. 12세기 작품인 《헤이케모노가타리》에는 여러 사무라이가 부채에 태양 그림을 들고 다녔다고 기록되어 있다.
일본(日本)은 문자 그대로 "태양의 기원"을 의미한다. 따라서 "태양의 기원"을 의미하며 서양에서 불리는 별명 "떠오르는 태양의 땅"(Land of the Rising Sun)의 기원이다. 붉은 원은 태양을 상징하고 붉은 선은 떠오르는 태양에서 빛나는 광선이다.

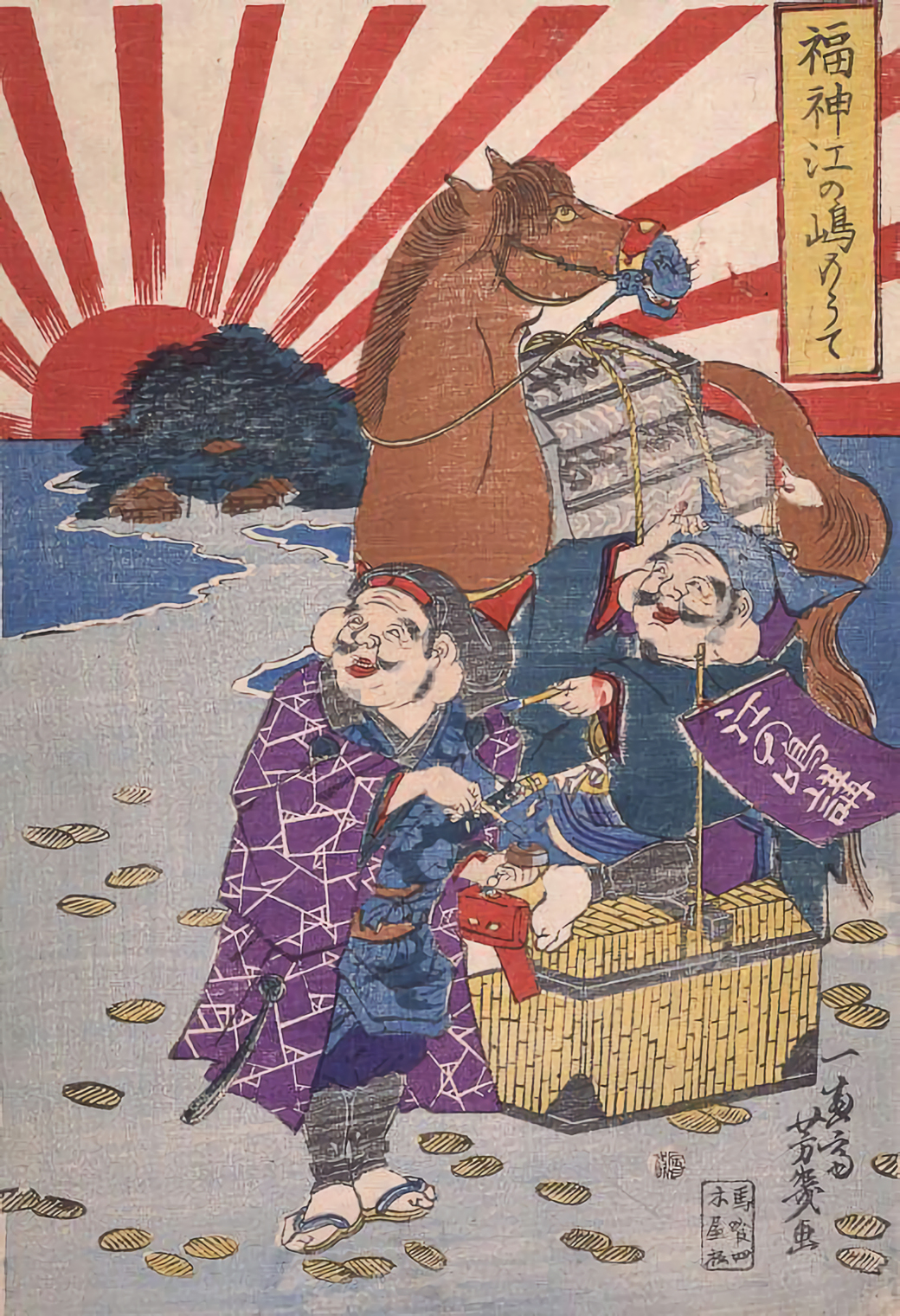
《福神江の嶋もうて》(우타가와 요시이쿠, 1869년)

떠오르는 태양의 문양(아사히)은 고대부터 널리 사용되었으며, 일부는 "히아시"(日足/ひあし)라고 불리며 사무라이의 문장("히아시몬"(日足紋))으로 사용되었다. 특히 규수 지역의 사무라이가 사용하였다. 예를 들어 히젠국의 류조지씨(서기 1186년~1607년)와 지쿠고국의 구사노씨(서기 1186~1607)의 "12히아시몬(変わり十二日足)"과 히고국의 기쿠치씨(서기 1070년~1554년)의 "8히아시몬(八つ日足紋)"이 있다.
떠오르는 태양의 문양(아사히)은 예로부터 여러 종류가 있었는데, 구름 없이 빛이 사방으로 퍼지는 문양은 경건한 날이나 상서로운 일을 표현하고 풍어, 출산, 계절 축제를 축하할 때 사용되던 문양이었다. 욱일기(旭日旗)는 늦어도 에도 시대(서기 1603년)부터 일본의 전통적인 국가 상징으로 사용되었다. 우키요에 등의 작품에 등장하며 그 예시로는 1869년 우타가와 요시이쿠의 《福神江の嶋もうて》, 1854년 우타가와 쿠니카즈가 인쇄한 《오사카 3 대 교량》이 있다. 후지야마 차는 메이지 시대에 수출용 일본 녹차의 나무 상자 레이블로 사용했다.

해상자위대(JMSDF)의 해군기 (1954–현재). 비율: 2:3.

자위대와 육상자위대(JGSDF)의 기 (1954–현재)

욱일기는 역사적으로 다이묘(大名)와 일본군, 특히 일본 제국 육군과 일본 제국 해군이 사용했다. 십육조욱일기(十六条旭日旗 주로쿠조쿄쿠지쓰키[*])로 알려진 이 깃발은 1870년 5월 15일에 처음으로 군기로 채택되어 1945년 제2차 세계 대전 종전 때까지 사용되었다. 1954년 6월 30일에 다시 채택되어 현재 일본 해상자위대에서 사용하고 있다. 일본 자위대와 일본 육상자위대는 빨간색, 흰색 및 금색의 욱일기 변형을 사용한다.

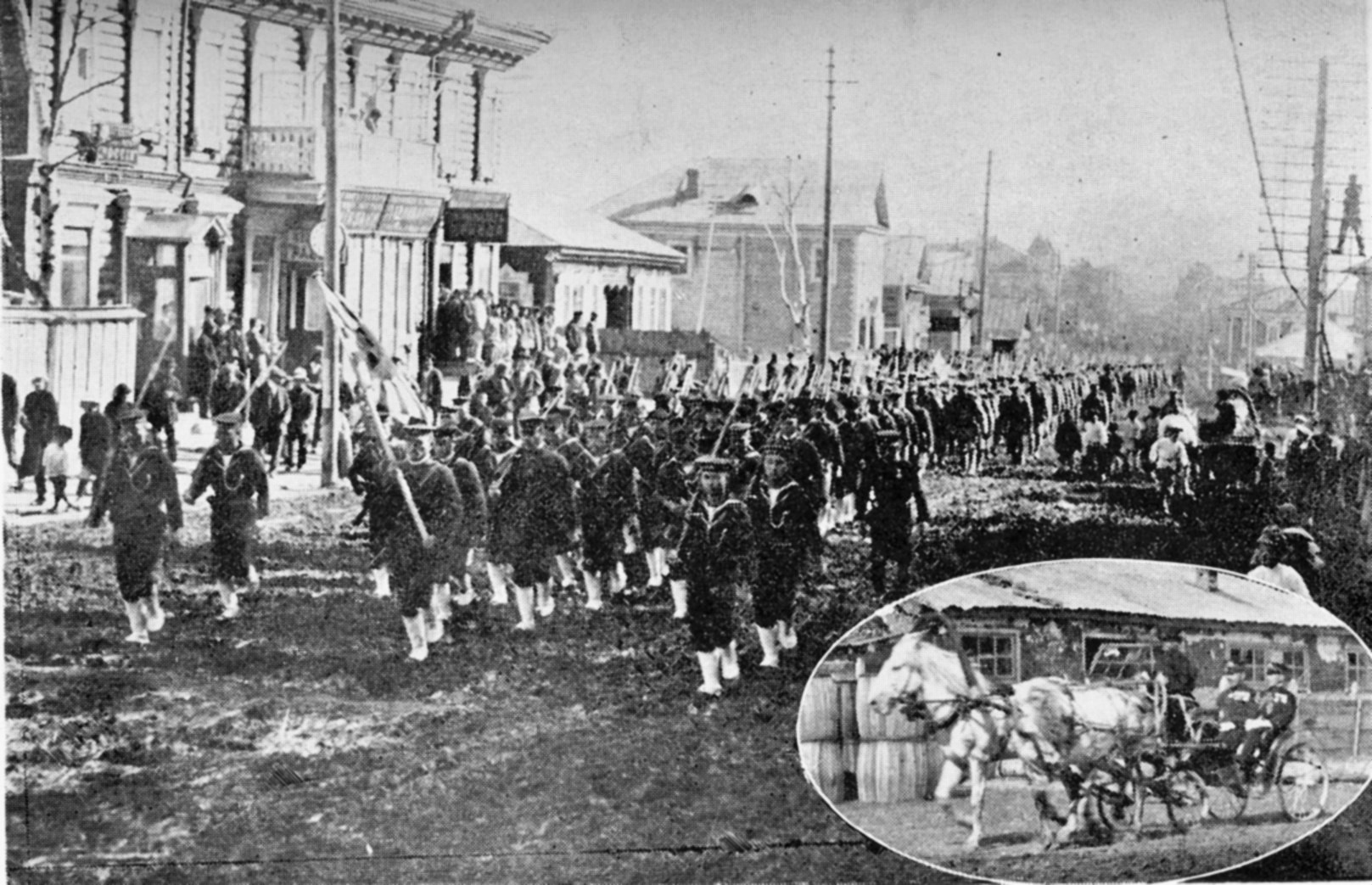
욱일기를 내거는 니콜라옙스크 주둔 일본 제국 해군 육전대

디자인은 중앙에 태양을 상징하는 빨간색 원이 있는 일장기와 비슷하다. 일장기와 다른 점은 욱일기에는 일본의 이름을 "떠오르는 태양의 땅"으로 알려주는 태양 광선이 있다는 것이다. 일본 제국 육군은 1870년에 처음으로 욱일기를 채택했다. 일본 제국 육군과 일본 제국 해군은 둘 다 욱일기의 판을 가지고 있었다. 해군판은 빨간색 태양이 로프 측면에 더 가깝고 육군판은 중앙에 위치해 있다. 이 깃발은 제2차 세계 대전에서 1945년 8월에 일본이 항복할 때까지 사용되었다. 1954년 일본 자위대가 창설된 후 욱일기는 해상자위대에 다시 채택되었으며 육상자위대와 자위대는 노란색 테두리가 있는 새로운 8선 욱일기가 연합군 최고사령부(SCAP/GHQ)의 승인을 받아 채택되었다. 16선이 그려진 깃발은 해상자위대의 깃발인데 빨간색으로 색깔이 수정되었다. 이전 깃발은 더 어두운 빨간색(RGB #b12d3d)이고 제2차 세계
대전 이후 수정된 판은 더 밝은 빨간색(RGB #bd0029)이다.

## 오늘날 사용

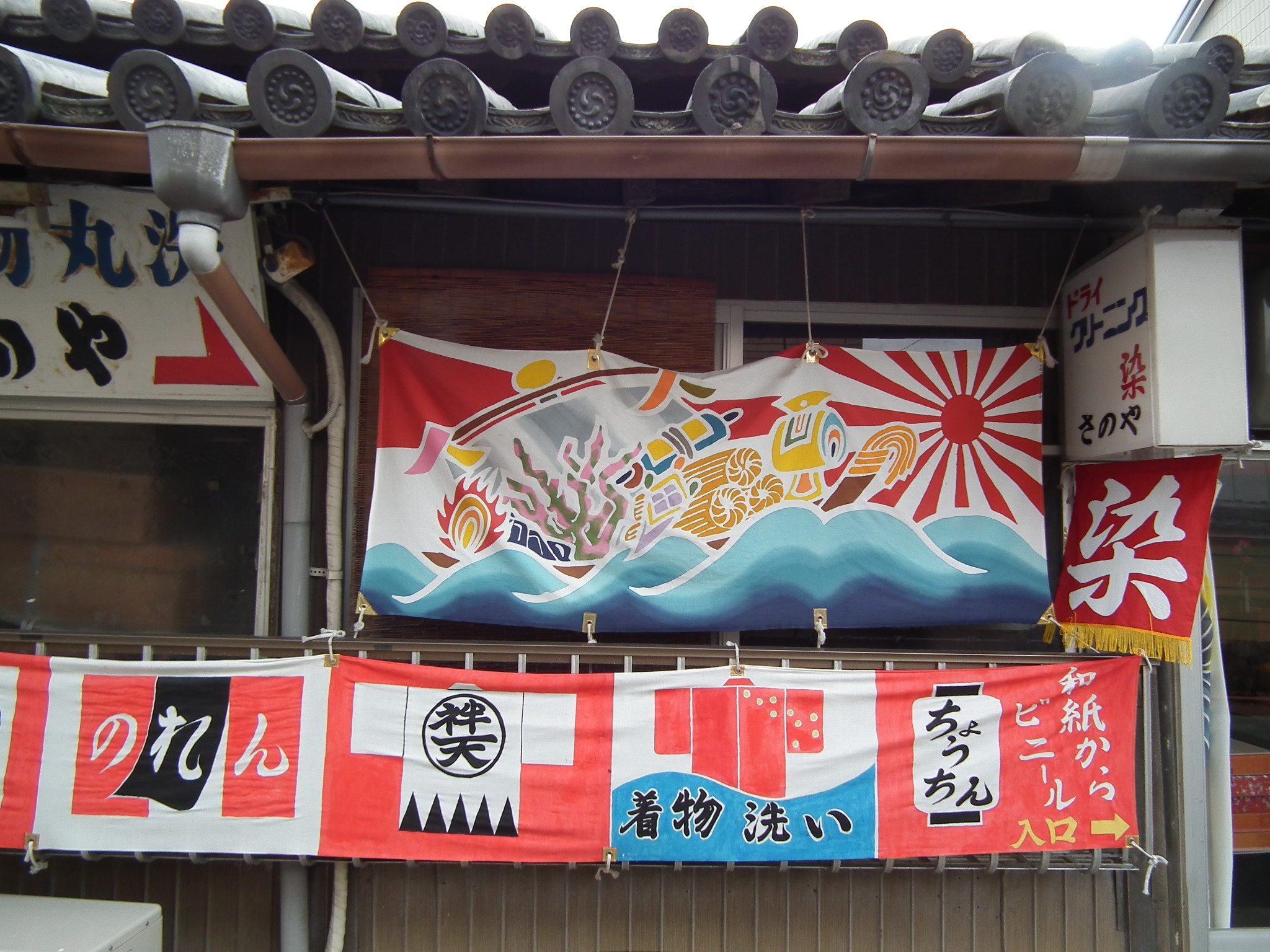
효고현에 있는 한 가게에 걸린 대어기

상업적으로 욱일기는 많은 제품, 디자인, 의류, 포스터, 맥주 캔(아사히 맥주), 신문(아사히 신문), 밴드, 만화, 애니메이션, 영화, 비디오 게임에서 잘 쓰인다. 욱일기는 아사히 맥주와 같은 상업용 제품 라벨에 표시된다. 어부들 사이에서 대어기(大漁旗 다이료키[*])에서 풍어를 바라는 희망을 나타낸다. 오늘날 축제와 행사 뿐만 아니라 선박의 장식용 깃발로 사용된다. 욱일기는 일본 팀의 응원자와 개인 선수들이 스포츠 행사에서도 사용한다.
1954년 6월 30일부터 욱일기는 일본 해상자위대의 군기와 군함기였다. 가와노 가쓰토시 자위대 통합막료장은 욱일기는 해상자위대 수병들의 '긍지'라고 말했다. 일본 자위대와 일본 육상자위대는 팔조욱일기(八条旭日旗 하치조쿄쿠지쓰키[*])라고 하는 8개의 붉은 광선이 바깥쪽으로 뻗어 있는 욱일기를 사용한다. 가장자리에 부분적으로 금색 테두리가 있다.

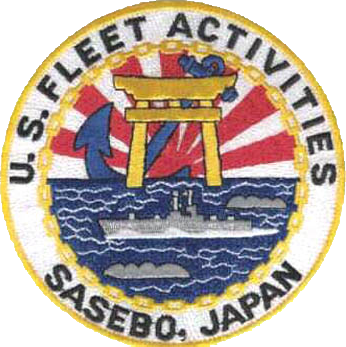
미국 해군(USN)의 함대 활동 사세보 해군 기지

이 깃발은 일본에 주둔한 일부 미군 부대의 엠블럼과 미국의 블루스 록 밴드인 Hot Tuna가 앨범 《Live in Japan》의 표지에 사용하는 등 일본인이 아닌 사람도 사용한다. 사세보 해군 기지의 엠블럼, 제94타격비행대대 패치, 미사와 비행장 벽화, 구 제192타격비행대대 휘장으로 사용되고 있다.

## 논쟁
일본은 욱일기를 역사의 일부로 여기지만 한국인들은 이 깃발이 일본의 전쟁 범죄와 관련이 있으며 나치의 하켄크로이츠와 비슷하다고 말한다. 일본 제국 해군은 20세기 초 일본이 한반도를 식민지화 하고 1945년 제2차 세계 대전에서 패할 때까지 중국과 다른 아시아 국가들을 침략하고 점령하면서 깃발을 사용했다.
대한민국의 욱일기 반대 운동은 2011년부터 본격적으로 시작되었다. 대한민국 축구 선수 기성용이 일본과의 축구 경기에서 인종차별적 제스처를 취했다는 비난을 받아 일본 내 분노를 일으켰다. 기성용은 셀틱 FC에서 겪었던 인종차별을 부각시키려는 의도였다며 경기에서 욱일기를 본 뒤 "내 가슴은 눈물이 났다"고 답했다. 반면에, 일본에서는 욱일기가 경기장에 없었다는 주장이 많다. 이 때문에 일본에서는 기성용이 욱일기를 본 것을 핑계로 인종차별을 정당화했다는 시각이 만연하다.
이 깃발은 FIFA에 의해 금지되었고 일본은 2017년 AFC 챔피언스 리그 경기에서 일본 팬들이 깃발을 날린 후 아시아 축구 연맹(AFC)의 제재를 받았다.
2012년부터 욱일기를 반대하는 한국인들은 이를 '전범기'라고 부르기 시작했다. 정치학자 기무라 간에 따르면, 2012년 기성용의 발언에 따라 뉴욕에 거주하는 한인들은 정치 단체인 "전범 상징주의에 반대하는 시민"을 결성하고 욱일기를 나치의 하켄크로이츠와 동일시하는 캠페인을 시작했다. 이듬해인 2013년 EAFF 동아시안컵에서는 일본과의 역사 문제를 슬로건으로 내세운 현수막이 한국 응원단에 등장했다. 이러한 사건들이 한국 언론에 자주 보도되면서 한국인들 사이에서 욱일기를 나치의 하켄크로이츠와 동일시하고 금지하려는 국제정치운동이 격화되었다.
조치 대학의 정치학 교수인 나카노 고이치에 따르면 "일본에서 욱일기를 사용하는 사람은 일본 제국 하에서 자행된 끔찍한 인권 유린을 미화하고 다시 쓰는 것 외에 다른 목적으로 사용하지 않습니다."라고 한다. 그는 노예 제도를 유지하기를 원했던 남부 연합이 미국 남북 전쟁에서 사용했던 남부연합기가 나치 독일 하켄크로이츠보다 더 나은 비교가 될 것이라고 제안한다. 비평가들에 따르면 남부연합기는 금지되지는 않았지만 인종 차별과 인식된 우월성의 상징이다.
대한민국은 일본이 1952년 해상자위대에 욱일기를 채택한 것과 1998년과 2008년에 열린 해군 함대 사열에서 일본 군함이 군함에 욱일기를 게양한 한국 입항에 대해 반대하지 않았다. 그러나 한국은 2018년 10월 10일부터 14일까지 제주도에서 국제관함식을 개최하면서 모든 참가국에게 자국 국기와 태극기만을 선박에 게양할 것을 요청했는데, 이는 일본을 막기 위한 것으로 보인다. 일본 해상자위대 휘장이었던 욱일기를 게양하는 것에서 일본은 2018년 10월 5일 한국의 욱일기 제거 요청을 받아들일 수 없어 관함식에 참석하지 않는다고 발표했다. 일본 관리들은 깃발이 국내법에 따라 일본 함정에 의무적으로 부착되어야 하며 국제 해사 협약에 따라 일본군의 식별 수단으로 널리 인정되고 있다고 말했다. 2018년 10월 6일 가와노 가쓰토시 자위대 통합막료장은 욱일기는 해상자위대 수병들의 '긍지'이며 욱일기를 제거해야 한다면 절대 가지 않을 것이라고 말했다.
한국 국회 체육위원회는 2020년 하계 올림픽의 조직위원회에 욱일기의 금지를 요청했고, 한국의 안민석 의원은 경기장에 욱일기가 있으면 올림픽이 평화적으로 진행될 수 없다고 말했다. 2019년 9월, 일본으로부터 보상을 요구하는 중국 시민 협회는 국제 올림픽 위원회(IOC)에 국기 금지 서한을 보냈다. AP 통신에 따르면 IOC는 서한을 받았음을 확인하고 성명에서 "스포츠 경기장은 어떠한 정치적 시위도 없어야 한다. 경기 시간에 우려 사항이 발생하면 경웅에 따라 살펴본다."라고 말했다. 2021년 한국 올림픽 위원회는 IOC가 도발적이라고 판결한 임진왜란을 언급한 올림픽 선수촌의 현수막을 철거하는 대가로 IOC가 경기장 등에서 욱일기 게양을 금지하겠다고 약속했다고 밝혔다. 2020년 도쿄 올림픽 폐막식에서 한국 대표단은 올림픽 기간 동안 한국과 일본 사이에 외교적 사건은 없었다고 말하며 IOC가 일본의 욱일기를 금지하기로 결정한 것은 한국에게 '스포츠 외교의 성과'였다"고 말했다. 이에 대해 도쿄 올림픽 조직위원회는 8월 9일 아침에 "한국올림픽위원회의 발표는 사실이 아니다. 우리가 IOC에 연락했을 때, 우리는 IOC가 사안별로 이 문제에 대해 계속 대응할 것이며 전면적인 금지 조치를 취하지 않을 것임을 확인했다. 8월 9일 아침 IOC는 한국에 서한을 보내 태극기 사용은 경우에 따라 결정될 것"이라고 밝혔다.
2021년에 캡콤은 《스트리트 파이터 II: 더 월드 워리어》의 재발매에서 욱일기의 모습을 제거했다. 캡콤은 깃발 제거에 대한 공식적인 이유를 밝히지 않았지만, 국제 게임 커뮤니티의 어떤 부분도 불쾌하게 만들지 않기 위해 깃발을 제거한 것으로 추측되었다.

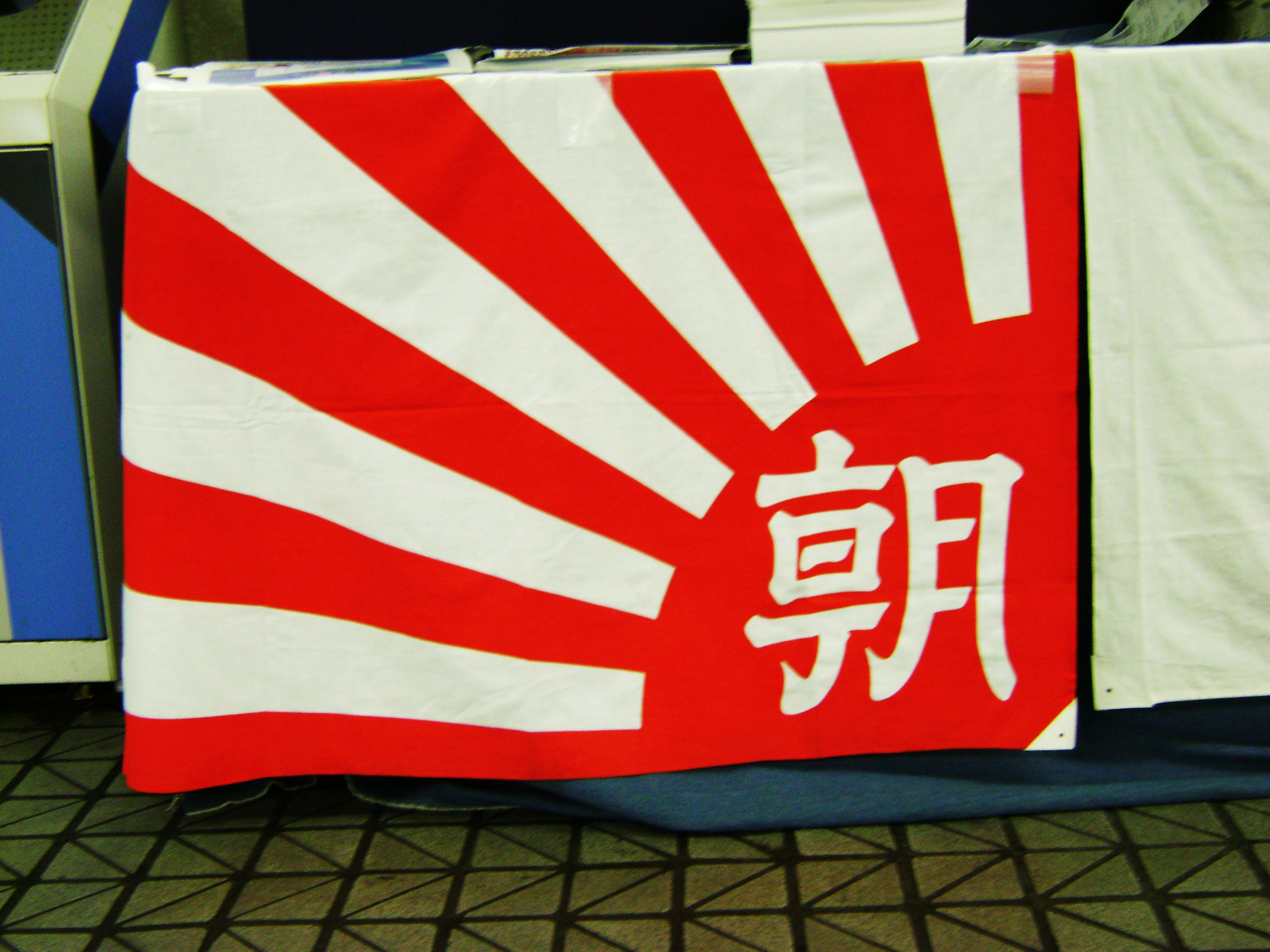
아사히 신문사 깃발

욱일기에 대한 일본 정부의 기본 입장은 "욱일기가 정치적 주장의 표현이거나 군국주의의 상징이라는 주장은 거짓"이라는 것이다. 일본 우익 신문인 산케이 신문은 제2차 세계 대전 당시 일본에 반대했던 미국도 욱일기에 대해 공식적으로 항의하지 않았다며 욱일기에 대한 한국의 태도를 비판 했다. 산케이 신문은 욱일기의 역사는 제2차 세계 대전보다 훨씬 더 오래 전으로 거슬러 올라가며 한국에서 양심적이라는 찬사를 받는 아사히 신문의 기업 로고가 또한 떠오르는 태양 문양을 사용한다고 했다. 그러나 많은 한국인들은 아사히 신문의 떠오르는 태양 디자인 사용에 대해 비판적이다.

## 비슷한 깃발

북마케도니아의 국기
레보와의 국기
티베트의 기
그루지야 소비에트 사회주의 공화국의 국기
소련 공군의 기
러시아 공군의 기
카렌 국민 해방군의 기
애리조나주의 주기
도네츠크주의 주기
라라주의 국기
베스트플란데런주의 주기
아스타나의 시기
레위니옹의 기
세계평화통일가정연합의 문장

## 같이 보기
- 일본
- 일본 제국
  - 일본 제국 육군
  - 일본 제국 해군
- 일본의 국기
- 일본의 기 목록